# بخش همیلتون (شهرستان وارن، اوهایو)
بخش همیلتون (به انگلیسی: Hamilton Township) یک منطقهٔ مسکونی در ایالات متحده آمریکا است که در شهرستان وارن، اوهایو واقع شده‌است.
 بخش همیلتون ۹۲٫۰ کیلومتر مربع مساحت و ۹٬۶۳۰ نفر جمعیت دارد و ۲۵۱ متر بالاتر از سطح دریا واقع شده‌است.